# Коровин, Александр Сергеевич
Александр Сергеевич Коровин (род. 15 февраля 1994, Первоуральск, Свердловская область) — российский и филиппинский фигурист, выступающий в парном катании. Мастер спорта России международного класса.
В 2014—2020 годах выступал за Россию вместе с Алисой Ефимовой. Они были победителями финала Кубка России (2018), серебряными призёрами Гран-при США (2018), чемпионами Универсиады (2019).
В 2021 году стал партнёром филиппинской фигуристки Изабеллы Гамес, с которой участвовал в чемпионате мира (2023) и чемпионате четырёх континентов (2023). По состоянию на 11 сентября 2023 года Коровин и Гамес занимали 37-е место в рейтинге Международного союза конькобежцев.

## Карьера
Родился 15 февраля 1994 года в Первоуральске. Встал на коньки в 1999 году. Как одиночник занимался фигурным катанием в Ледовом дворце спорта Первоуральска у Петра Кипрушева. Затем тренировался в Саранске. Его первой партнёршей была Александра Минина. В 2014 встал в пару с Алисой Ефимовой, которая ранее занималась одиночным катанием в Финляндии.
В феврале 2015 года Коровин и Ефимова стали седьмыми в финале Кубка России в Саранске.
На чемпионате России 2016 в Екатеринбурге заняли девятое место. Через полтора месяца в финале Кубка России, который снова проходил в Саранске, финишировали вторыми. После этого они участвовали в международном турнире Мемориал Гельмута Зайбт в Вене, откуда вернулись с серебряными наградами.
В сезоне 2016/17 пара, заменив партнёров по сборной Ксению Столбову и Фёдора Климова, выступила на Гран-при России, на котором финишировала предпоследней, но обновив личный рекорд по набранным баллам. Вскоре они выступали на Tallinn Trophy, одном из этапов серии Челленджер, где финишировали вторыми. На чемпионате России 2017 в Челябинске заняли восьмое место. После этого были включены в состав сборной России на Универсиаду, но позже соревнования по парному катанию на Универсиаде 2017 года были отменены. В феврале пара приняла участие в финале Кубка России, где как и в прошлом сезоне заняла второе место.
В сентябре 2017 года пара начала сезон на турнире Lombardia Trophy в Бергамо, где финишировала на пятом месте. Через неделю на турнире Мемориал Ондрея Непелы в Братиславе они завоевали бронзовые медали, обновив личный рекорд по баллам. В ноябре пара привезла серебро с Tallinn Trophy. На чемпионате России в Санкт-Петербурге пара финишировала девятой. В феврале 2018 года пара победила в финале Кубка России.
В феврале 2020 года спортивная пара Коровина и Ефимовой распалась.
В августе 2021 года начал тренироваться с новой партнёршей, которой стала Изабелла Гамес из сборной Филиппин.
Осенью 2022 года Коровин и Гамес начали участвовать в международных турнирах. На первом совместном чемпионате мира они заняли восемнадцатой место, а на чемпионате четырёх континентов стали девятыми.

## Результаты
CS: Challenger Series
Выступления за Филиппины с Изабеллой Гамес
| Соревнования               | 22/23         | 23/24         |
| Международные              | Международные | Международные |
| -------------------------- | ------------- | ------------- |
| Чемпионат мира             | 18            |               |
| Четыре континента          | 9             |               |
| CS Autumn Classic          |               | 10            |
| CS Warsaw Cup              | 11            |               |
| CS Finlandia Trophy        | 9             |               |
| John Nicks Pairs Challenge |               | 6             |
| Challenge Cup              | 6             |               |
| Cup of Nice                | 2             |               |

Выступления За Россию с Алисой Ефимовой
| Соревнования        | 14/15         | 15/16         | 16/17         | 17/18         | 18/19         | 19/20         |
| Международные       | Международные | Международные | Международные | Международные | Международные | Международные |
| ------------------- | ------------- | ------------- | ------------- | ------------- | ------------- | ------------- |
| Гран-при Китая      |               |               |               |               |               | 8             |
| Гран-при Японии     |               |               |               |               |               | 4             |
| Гран-при России     |               |               | 7             |               | 5             |               |
| Гран-при США        |               |               |               |               | 2             |               |
| Универсиада         |               |               |               |               | 1             |               |
| CS Finlandia Trophy |               |               |               |               |               | 2             |
| CS Nebelhorn Trophy |               |               |               |               | 1             | 7             |
| CS Золотой конёк    |               |               |               |               | 1             |               |
| CS Lombardia Trophy |               |               |               | 5             |               |               |
| CS Мемориал Непелы  |               |               |               | 3             |               |               |
| CS Tallinn Trophy   |               |               | 2             | 2             |               |               |
| Cup of Tyrol        |               |               | 2             |               |               |               |
| Мемориал Зайбта     |               | 2             |               |               |               |               |
| Национальные        |               |               |               |               |               |               |
| Чемпионат России    |               | 9             | 8             | 9             | 6             | 9             |
| Финал Кубка России  | 7             | 2             | 2             | 1             |               |               |

Выступления За Россию с Александрой Мининой
| Соревнования                    | 12/13 |
| ------------------------------- | ----- |
| Первенство России среди юниоров | 9     |